# راي تشن
راي تشن (بالإنجليزية: Ray Chen)‏ هو عازف كمان أسترالي، ولد في 6 مارس 1989 في تايبيه في تايوان.

## وصلات خارجية
- الموقع الرسمي
- راي تشن على موقع ميوزك برينز (الإنجليزية)
- راي تشن على موقع أول ميوزيك (الإنجليزية)
- راي تشن على موقع ديسكوغز (الإنجليزية)